# Lysina (berg i Tjeckien, Karlovy Vary)
Lysina är ett berg i Tjeckien.   Det ligger i regionen Karlovy Vary, i den västra delen av landet, 130 km väster om huvudstaden Prag. Toppen på Lysina är 982 meter över havet, eller 70 meter över den omgivande terrängen. Bredden vid basen är 2,4 km.
Terrängen runt Lysina är kuperad åt nordväst, men åt sydost är den platt.Runt Lysina är det glesbefolkat, med 20 invånare per kvadratkilometer. Närmaste större samhälle är Mariánské Lázně, 7,3 km sydost om Lysina. I omgivningarna runt Lysina växer i huvudsak blandskog.